# Krogulec (Isergebirge)
Der Krogulec (deutsch: Theisensteine) sind ein 1001 m hoher Berg im schlesischen Teil des Isergebirges in Polen. Der Krogulec sind einer der höchsten Berg des Isergebirges im Süden des Hohen Iserkamms in der Gemeinde Szklarska Poręba, unweit von dessen Stadtteil Jakuszyce.

## Beschreibung
Der Gipfel ist fast vollständig mit Nadelwald bewachsen. Es gibt jedoch einige Felsformationen, von denen sich ein weites Panorama bietet. Seine Hänge fallen relativ steil zum Neuweltpass und zur Iser herab. Östlich vom Gipfel befindet sich die gleich hohe Cicha Równia. Nebenbäche der Iser entspringen an seinen Hängen. Über den Gipfel führt der Sudeten-Hauptwanderweg.